# عبد الوهاب مجثل
عبد الوهاب بن محمد آل مجثل عضو مجلس شورى سابق بالمملكة العربية السعودية ومدير عام شركة الندى المحدودة. وُلد في قرية آل يوسف بأبها بتاريخ 1 رجب 1364هـ. تخرج من كلية قوى الأمن الداخلي (كلية الملك فهد الأمنية حالياً) برتبة ملازم عام 1387هـ. أُسندت إليه أعمال مهمة أثناء فترة عمله بالأمن العام، إضافةً إلى توليه التحقيق في قضايا ذات أهمية بالغة. وتم ابتعاثه إلى المملكة المتحدة في دورة تخصصية لمدة عامين. حصل خلال عمله الحكومي على عدد من الأوسمة من المقام السامي وشهادات تقدير من وزير الداخلية وأمراء المناطق، وأُحيل إلى التقاعد المبكر وهو برتبة مقدم بتاريخ 1 محرم 1405هـ. بدأ نشاطه التجاري والصناعي والخدمي في تاريخ 22/5/1405هـ ولا يزال مستمرًا في هذا النشاط حتى اليوم.

## مناصبه
- عضو مجلس منطقة عسير (1422 - 1430هـ).
- عضو مجلس إدارة الغرفة التجارية الصناعية بأبها (1414 - 1418هـ).
- عضو لجنة السياحة الوطنية بمجلس الغرف التجارية بالمملكة (1414 - 1420هـ).
- عضو اللجنة التنفيذية بغرفة أبها (1414 - 1418هـ).
- رئيس اللجنة السياحية بالغرفة التجارية بأبها (1414 - 1418هـ).
- نائب رئيس اللجنة التجارية الزراعية بالغرفة التجارية بأبها (1414 - 1418هـ).
- عضو نادي أبها الأدبي.
- عضو لجنة طب الأسرة والمجتمع.
- عضو لجنة أصدقاء المرضى بمنطقة عسير.
- عضو جمعية البر الخيرية بأبها.
- عضو جمعية تحفيظ القرآن الكريم.
- رئيس مجلس إدارة نادي أبها الرياضي بأبها (1417 - 1422) و (1425 - 1427) و (1429 - 1430هـ).
- رئيس مجلس إدارة فريق عسير الرياضي المشارك في دورة الصداقة الدولية بأبها للعامين (1420 و1421هـ).
- رئيس الجهاز الإداري لفريق عسير المشارك في دورة الصداقة الدولية السابعة.
- نائب رئيس الاتحاد السعودي للدراجات للفترة ( 1421 - 1424هـ).
- عضو شرف في أكثر من 72 نادياً رياضياً على مستوى المملكة.
- عضو مشارك في مؤسسة الفكر العربي.
- كاتب غير متفرغ في الصحف المحلية وله أكثر من ألف وخمسمائة مقال متنوع.
- عضو مؤسس ومساهم في عدد من الشركات والمؤسسات التجارية والصناعية والإعلامية.